# Vallelonga
Vallelonga – miejscowość i gmina we Włoszech, w regionie Kalabria, w prowincji Vibo Valentia.
Według danych na rok 2004 gminę zamieszkiwało 708 osób, 41,6 os./km².